# 卡格尼爾峰
46°30′28″N 9°32′21″E / 46.50776°N 9.53928°E

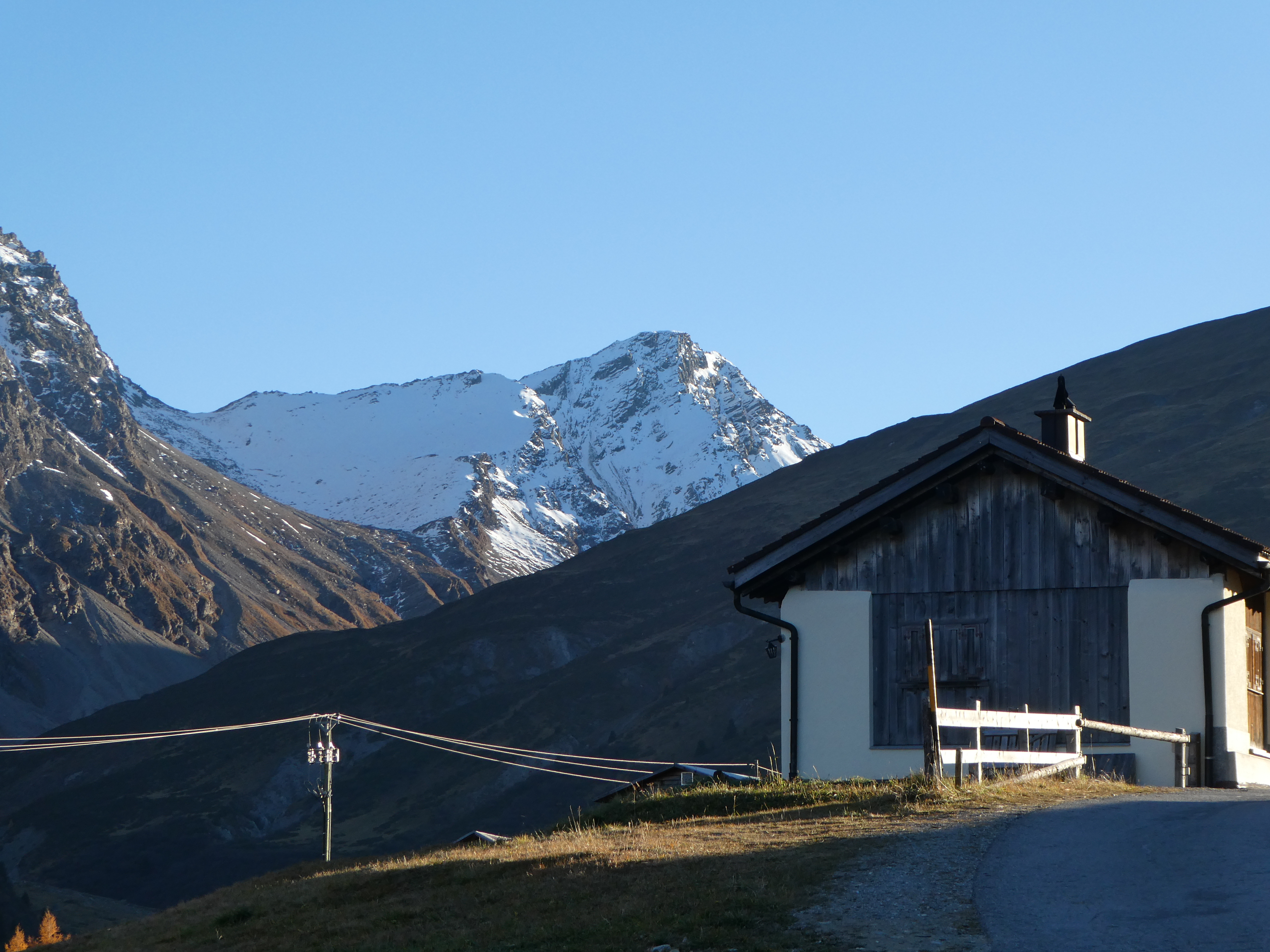

卡格尼爾峰（Piz Cagniel），是瑞士的山峰，位於該國東南部，由格勞賓登州負責管轄，屬於上哈爾布施泰因阿爾卑斯山脈的一部分，距離福貝施峰1.7公里，海拔高度2,975米，每年平均降雨量1,693毫米。